# Джеф (мангуст)

Джеф на рисунке Г. Прайса

Джеф (англ. Gef), известный также как «говорящий мангуст» (англ. Talking Mongoose), — загадочное существо, обитавшее, если верить хозяевам, на ферме Дорлиш Кэшен неподалёку от селения Дэлби на острове Мэн. История о говорящем зверьке, именовавшем себя Джефом (индийским мангустом), в середине 1930-х годов активно обсуждалась на страницах британской прессы, явившись косвенным поводом для открытия специальных слушаний в Палате общин и разбирательств в Верховном суде Великобритании. Исследователи феномена (в частности, Гарри Прайс и Нандор Фодор) не смогли прийти к окончательному выводу относительно того, кем в действительности был Джеф: разновидностью полтергейста, криптидом или персонажем местной легенды, созданной хозяевами дома, членами семейства Ирвингов.

## История феномена

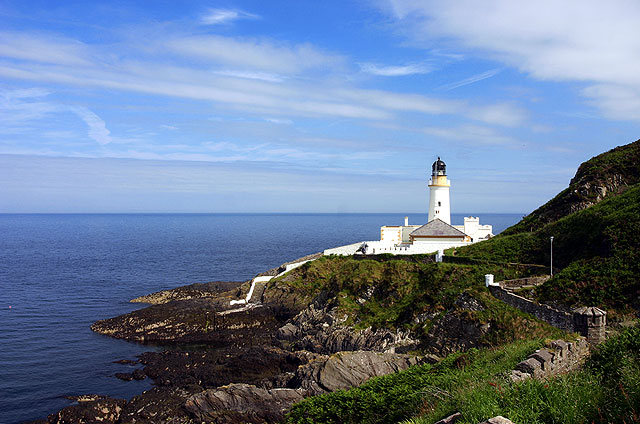
Остров Мэн. Маяк Дуглас Хэд

Нандор Фодор, изложивший свою версию событий в очерке «Говорящий мангуст» (книга «Меж двух миров»), характеризовал Остров Мэн как «один из самых непрезентабельных пустырей Британии». По его словам, ферма Дорлиш Кэшен, расположившаяся на высоте 750 футов над уровнем моря, «даже на общем фоне выглядит достаточно мрачно»: это приземистый особняк, расположенный на вершине холма с крутыми склонами и сложенный из скрепленных цементом сланцевых плит.
Джеймс Ирвинг, поселившийся здесь в 1917 году, укрепил стены строения деревянными панелями, чтобы защититься от ветра. Именно за этими панелями и стали в сентябре 1931 года раздаваться странные звуки, положившие начало феномену, о котором хозяин дома впоследствии подробно рассказал в письме Гарри Прайсу, известному исследователю паранормальных явлений. К октябрю Джеймс и его дочь Вара (англ. Voirrey Irwing) уже успели увидеть мельком «маленькое, напоминавшее крысу существо с длинным пушистым хвостом». В декабре зверёк, по словам Ирвинга, начал издавать первые осмысленные звуки и сбрасывать с полок предметы, после чего швыряние вещей вошло у него в привычку. Сам хозяин дома (в пересказе Нандора Фодора) так описывал начало событий:
Однажды ночью — было это в сентябре 1931 года — мы услышали какой-то стук, доносившийся с чердака, и решили, что в доме завелись мыши. Назавтра, откинув люк в потолке, я обнаружил там фигурку, которую сам когда-то выстругал из индийского дерева. Как она могла там оказаться? Я постучал ею об пол: раздался тот самый звук, что разбудил нас ночью. Вечером стук повторился. Вскоре он перешел в дробный топот. Это была не мышь! Послышались какие-то плевки, вздохи и хрипы, а затем раздался ужасающий треск, от которого картины закачались на стенах. Пока я размышлял о том, что же это за чудище буйствует у нас над головами, произошло нечто такое, отчего все мы утратили дар речи. Сверху донеслись звуки, очень напоминавшие лепет младенца: «Даммадаммма… бламбламблам» — что-то в этом роде. Пришелец явно пытался что-то сказать. Сам себе удивляясь, я принялся о чём-то с ним говорить, и он… стал мне отвечать тоненьким голоском! Начались нескончаемые диалоги. Несколько дней подряд он следовал за мной по пятам, требуя себе новых и новых «уроков». Вопросы сыпались один за другим. «Ещё минуточку, — то и дело слышал я умоляющий писк. — Последний вопросик, Джим, и я отпущу тебя спать!»
По словам Ирвинга, голос существа звучал на две октавы выше человеческого, но иногда опускался ниже, на уровень привычного диапазона.
Как отмечал в своих отчётах Гарри Прайс, Ирвинг сам, заметив уникальную способность существа к имитации звуков (голосов птиц и всевозможных зверей), попросил того воспроизвести человеческие голоса. Решающий шаг в этом направлении был сделан Варой, которая рассказала пришельцу детский стишок, и тот его немедленно повторил.

### Начало «военных действий» и примирение
Через несколько недель после своего появления существо, если верить Ирвингу, свободно заговорило на английском языке, представилось «Джефом» и объявило себя мангустом. «Не совсем ясно, действительно сам ли мангуст назвал себя Джефом, но именно так Ирвинги стали его звать, и тому это, судя по всему, понравилось», — уточнял позже Прайс. Джеф утверждал, что родился в Дели (даже назвал точную дату: 7 июня 1852 года), а покинул родные места из-за «преследования» со стороны местных жителей. Он отнёс себя (согласно отчётам Прайса) к представителям Herpestes mungo, родственного египетскому мангусту (известному также как «крыса фараонов»). Нандор Фодор позже предположил, что Джеф придумал историю собственного происхождения после того, как услышал, что в 1912 году местный фермер выпустил в поля стаю мангустов, чтобы те истребили расплодившихся кроликов.
Объявив во всеуслышание, что это жилище ему подходит, Джеф принялся налаживать отношения с членами семьи, при этом не гнушаясь и шантажом. После того, как он пообещал, что (если не встретит понимания) перебьёт всех домашних птиц, а заодно и хозяев («Я вообще-то не злой, но способен на всё. Да я и вас бы запросто поубивал — мне просто этого пока что не хочется!»), те не на шутку испугались, прежде всего за свою дочь. Вооружившись — сначала ружьём, потом мышеловками и крысиным ядом, — Джеймс Ирвинг вышел на тропу войны, но Джеф обходил ловушки, а своё возмущение выражал воплями и грохотом, от которого сотрясался дом. Ирвинги в панике перенесли кровать Вары к себе в спальню, что ещё более разъярило мангуста. Наконец…

…Непродолжительная война закончилась полным поражением хозяев. Джеф не преминул продемонстрировать, помимо всего прочего, умение виртуозно обращаться со спичками своей мохнатой четырёхпалой лапкой: что могло помешать ему при желании спалить дом? Мысль эта ужасала Ирвингов не слишком долго — до тех пор, пока они не сообразили, что Джеф отчаянно в них нуждается. В мире людей они были единственными его союзниками, кормильцами и учителями. Кроме того, в те дни мангуст проникся самой горячей симпатией к Варе — впрочем, относился он к ней как старший братец к сестрёнке. «Вара может возвращаться к себе в комнату, — мрачно объявил Джеф в мае 1932 года. — Я никому из вас не причиню вреда».— Н. Фодор. Меж двух миров. Говорящий мангуст.
После этого трое людей и загадочный зверёк начали в доме мирное сосуществование. Последний соорудил себе нечто вроде гнезда в пристройке к комнате Вары: это местечко здесь стали называть «Джефово пристанище». Как писал Прайс, позже, когда мистер Ирвинг и Джеф достаточно сблизились, последний вернулся к «теме стрельбы»: «Ирвинг объяснил Джефу, что поначалу принял его за обычного полевого зверька, и, разумеется, извинился. Оба посмеялись над инцидентом и сочли его исчерпанным».

#### Первая реакция прессы
В начале 1932 года на место событий прибыл корреспондент манчестерской Daily Dispatch, и о загадочном госте семьи Ирвингов узнала вся страна. «Слышал ли я говорящего зверька? Не знаю. Но я точно знаю, что слышал сегодня голосок, который, на мой взгляд, никак не мог быть человеческим. Знаю я и то, что люди, утверждающие, будто это — говорящий зверёк, — здравомыслящие, честные и ответственные, явно не склонные к проведению длительных и бессмысленных розыгрышей», — писал репортёр.
Местные газеты отнеслись к этому известию скептически. Посетивший ферму журналист Дж. Рэдклифф вернулся в редакцию с твердым убеждением, что «голос» Джефа в действительности принадлежал самой Варе. Раздосадованный такой реакцией прессы, Ирвинг в письме лично пригласил Гарри Прайса приехать и расследовать феномен. Прайс в то время был занят расследованием феномена Руди Шнайдера и направил на место событий своего помощника капитана Денниса. В июле 1935 года он приехал и собственной персоной — в сопровождении Ричарда Ламберта, главного редактора The Listener, журнала компании BBC. Результатом их визита явилась книга «The Haunting of Cashen’s Gap» (1936), в которой авторы подробно изложили основные факты, воздержавшись от оценки событий.

### Джеф и его «таланты»

Чета Ирвингов с Р. Ламбертом на пороге Дорлиш Кэшен

Хозяева дома рассказывали, что Джеф в беседах с ними демонстрировал весьма своеобразную риторическую стилистику: в его лексиконе преобладали замысловатые, напыщенные фразы, по словам Ирвинга, в семье никогда не употреблявшиеся. Последний говорил Н. Фодору, что с самого начала подозревал: пришелец лишь инсценировал собственное «развитие», чтобы сразу не напугать людей своими речами. Джеф, однако, утверждал обратное: «Человеческую речь я понимал, конечно, всегда, но сам говорить не умел. Спасибо Джиму, это он меня научил!» Вскоре хозяева выяснили, что свой лексикон (пестревший, как пишет Фодор, «сомнительного рода эпитетами, некоторые из которых заставили бы покраснеть и матроса») Джеф обогащал в близлежащей каменоломне, где судя по всему жил до переселения к Ирвингам, и куда продолжал регулярно наведываться в гости, каждый раз принося обратно новый запас всевозможных ругательств. «По окончании „рабочего дня“ мангуст возвращался к Ирвингам с очень смешными „срочными донесениями“. „Слушай, Джим, что это за тип среди них там бродит? — бросил он как-то раз с презрительной ноткой в голосе. — Ну, который в пенсне и ни черта не делает? У него еще коленки вовнутрь торчат…“ Оказывается, он имел в виду начальника смены!», — писал Фодор в книге «Меж двух миров».
С первых дней своего пребывания на ферме Дорлиш Кэшен Джеф попытался найти к каждому члену семейства свой, особый подход. Несомненным авторитетом был для него Джеймс Ирвинг, и к нему Джеф проникся подобающим почтением, хоть и несколько фамильярно называл «Джимом». Миссис Ирвинг сразу же превратилась для него в «Мэгги», а вскоре Джеф вообще стал называть её (даму, исполненную чувства собственного достоинства) «мой цыплёночек», от чего та приходила в негодование, что, в свою очередь, приводило Джефа в восторг. Для Вары мангуст стал своего рода телохранителем. Он взялся регулярно провожать её в школу, раз за разом обещая Ирвингу, что, если кто-нибудь попытается пристать к девочке, он тут же вступит с врагом в смертельную схватку.

 Поначалу похвальба эта воспринималась взрослыми с известной долей иронии, но однажды Джеф пересказал Ирвингу подслушанный на автобусной остановке разговор, и тот вынужден был несколько изменить своё отношение к «предводителю эскорта». «Что-то нашей Спуки не видать сегодня, — бросил один мальчишка другому (имея в виду, разумеется, Вару, которую именно так благодаря Джефу стали дразнить в школе). — Вот бы она опоздала сегодня на автобус!» Джефу это пожелание не слишком понравилось, и он тут же швырнул в мальчика камень. «И что произошло потом?» — поинтересовался Ирвинг. «Ничего особенного. Он взвился юлой и закричал: Эй, Вонючка, ты что, сдурел?» Не поленившись проверить рассказ, Ирвинг выяснил: среди ожидавших автобус в тот час действительно находился местный паренек, носивший это очаровательное прозвище.— Н. Фодор. Меж двух миров. Говорящий мангуст.
Как отмечает Фодор, постепенно Джеф словно бы стал уставать от Вары и переметнулся к Джеймсу, в котором обнаружил неиссякаемый источник всевозможной информации. Мангуст, если верить последнему, помимо всего прочего, ещё и научился читать — возможно, потому, что во время уроков сидел, скрывшись в ветвях, у самого окна и слушал всё, о чем говорится в классе.
Джеф обладал «вредным» характером, страдал вспыльчивостью и капризностью: это была одна из причин, почему многие исследователи считали, что из всех разновидностей паранормальных явлений он ближе всего к полтергейсту. Однажды Джеф пришел в ярость только из-за того, что Джеймс Ирвинг слишком медленно вскрывал утреннюю корреспонденцию. «Читай же наконец, ты, гном толсторожий!» — вскричал мангуст. («Толсторожего я бы ещё стерпел, но гном! — это было уж слишком!» — шутя жаловался Ирвинг Фодору). Как-то раз ночью Джеф довел всех до белого каления тем, что в течение получаса беспрестанно издавал вздохи и стоны. «Я сделал это ради дьявольщины!» («I did it for devilment!») — так объяснил он своё поведение. Однажды на Маргарет, подходившую к дому, обрушился град мелких камней. «Это ты, Джеф?» — спросила она. «Да, Мэгги-колдунья, женщина-Зулу, женщина-Гонолулу!» — отвечал тот.
Марк Хенсон (автор очерка «Говорящий мангуст») рассказывает, что Джеф развил в себе способности к пению и знал слова многих популярных песенок. Между тем, некоторые его «выступления» впоследствии заставили последователей спиритуализма предположить, что речь тут идёт о проявлении своеобразной разновидности медиумизма. Так, если верить книге Прайса и Ламберта, вечером 26 июля 1934 года Джеф пропел высоким чистым голоском три куплета мэнкского национального гимна «Ellan Vannin», затем — два куплета испанской песни, один — валлийской, после чего прочёл молитву на иврите, завершив концерт продолжительной декламацией на фламандском. Любимой песней Джефа была «Carolina Moon»: он любил подпевать, когда её крутили по старому граммофону, иногда (если верить рассказам Вары) в такт постукивал мячиком. Однажды он исполнил специально для Маргарет непристойную пародию на «Home on the Range» (подслушанную у водителей автобусов). Та, возмутившись, воскликнула: «Знаешь, Джеф, ты не животное!..» — «Конечно нет! — отвечал Джеф. — Я Святой дух!»
Если верить записям в дневнике Джеймса Ирвинга, уже в августе 1932 года Джеф говорил по-арабски, а также утверждал, что знает азбуку глухонемых. Выяснилось также, что он знаком с русским языком, хотя его познания ограничились фразой, которая (в транскрипции Гарри Прайса) звучала так: «Ne pani amato aporusko». Чарльз Нортвуд (крёстный отец Вары) утверждал, что также слышал декламации Джефа. При нём Ирвинг, чтобы продемонстрировать таланты своего «питомца», спросил Джефа: «Ну, и что сказал раввин?» — имея в виду визит мангуста в местную синагогу. Джеф отвечал: «Veyho hefto ley macho chomocho» («Возлюби ближнего как себя самого»). На Нортвуда демонстрации Ирвинга произвели сильное впечатление, и он пришёл к убеждению, что Джеф — «действительно своего рода выдающийся зверёк, развивший способность к человеческой речи».

### Внешний вид
Первое время Джеф избегал людей, но постепенно, осмелев, начал являть себя частями: однажды — в виде тени от свечи, которую Ирвинги оставили у одного из дверных проёмов. Некоторое время спустя он показал «пальчики — кривые, желтоватые, с загнутыми вовнутрь коготками». «Миссис Ирвинг получила разрешение не только притронуться к ним, а затем и погладить Джефа по шерстке, но и засунуть в рот ему собственный палец. 'Мой средний палец вошёл к нему в ротик полностью, — говорит миссис Ирвинг. — После чего он тут же прокусил мне своими крошечными острыми зубками кожу и стал высасывать кровь. Я пришла в негодование. Только ещё заражения крови мне не хватало! — Иди и помажься! — раздраженно бросил Джеф», — так описывал Н. Фодор один из эпизодов «общения». Однажды Джеф сам предложил Варе себя сфотографировать, причём снабдил девочку подробными инструкциями: та должна была щёлкнуть затвором в тот момент, когда он вскочит на пригорок за живой изгородью в нескольких ярдах от дома и ни секундой позже. Снимок (сохранившийся в архивах Гарри Прайса) действительно являет зрителю маленького зверька, напоминающего мангуста. Вара, утверждавшая, что несколько раз видела его отчётливо, говорила, что Джеф был размером с небольшую крысу, имел желтоватую шёрстку и длинный пушистый хвост (что описанию индийского мангуста не соответствует). О себе он, в числе прочего, говорил следующее: «Я фрик: у меня есть руки и ноги, и если вы увидите меня, то придёте в ужас, мумифицируетесь, превратитесь в камень или соляной столб!»
К Рождеству 1932 года Ирвинг выяснил, что передние лапки «мангуста» не только больше по размерам задних лап, но и выглядят иначе: напоминают крошечные человеческие ручки. Такой вывод он сделал, изучив отпечатки следов, оставленных Джефом в пыли и муке ночью. Сам Джеф утверждал, что у него три длинных пальца и один большой, короткий. Прайс и Ламберт в своей книге указывали, что он не только имел кисти, напоминавшие человеческие, но и использовал их как человек. По словам Ирвинга, пищу, которая ему регулярно оставлялась, он вскоре стал есть ложкой, во время еды не переставая болтал, а закончив трапезу, стучал блюдцем по полу и задувал свечу.
Реджинальд Поукок из Британского музея естествознания, получивший от Гарри Прайса фотографии отпечатков лапок Джефа в пластилине, заявил, что они не могут принадлежать ни одному из известных животных (хотя один из следов могла бы оставить собака). «Не существует млекопитающего, у которого размеры передних лап настолько бы отличались от задних. Я не верю, что на этих фотографиях изображены четыре следа одного животного. Совершенно уверен в том, что ни один из них не принадлежит мангусту».

### Домашние обязанности
Джеф, как рассказывали Ирвинги, изо всех сил старался быть полезным в доме. Он взял на себя функции сторожа, немедленно сообщавшего хозяевам о приближении гостей или какой-нибудь незнакомой собаки. Среди ночи, если кто-то вспоминал, что в печи мог остаться огонь, зверёк послушно отправлялся вниз и тушил печь. Для того, кому требовалось пораньше проснуться, он выполнял роль будильника. Когда в доме появлялось слишком много мышей, он брал на себя роль кота: правда, убивал грызунов редко, предпочитая распугивать мяуканьем. Не раз он сообщал Ирвингу о том, что к дому приближается ласка или хорёк: их он считал злейшими врагами семьи. Мангуст, кроме того, регулярно сопровождал Ирвингов во время их походов на рынок, но всегда держался по другую сторону зелёной изгороди, хоть при этом и болтал без умолку. Ирвинг утверждал, что Джеф — для семьи, которая жила очень бедно — служил добытчиком провианта: по подсчётам хозяина, он убил и принёс в дом 277 кроликов. В качестве вознаграждения за добычу ему выдавались бисквиты, конфеты, бананы и шоколад. Джеф, кроме того, обожал сосиски и бекон. Пищу ему оставляли в блюдце на подпорках под потолком: он подбирался к ним и подхватывал еду, когда видел, что никто на него не смотрит.
Джеф, по словам Ирвинга, веселил членов семейства тем, что постоянно за всеми шпионил и всем на всех ябедничал, в самых неожиданных и смешных выражениях. Иногда он, не дождавшись ужина, угощался самостоятельно, после чего виновато спрашивал миссис Ирвинг: «Мэгги, ты ведь не будешь очень ругаться, если я скажу, что съел весь бекон?» Та приходила в ярость, Джеф скрывался и ждал, пока буря не утихнет, и в этом смысле, как отмечал Фодор, поступая совершенно по-человечески. Как отмечает Марк Хенсон, Джеф считал также своей обязанностью постоянно развлекать членов семейства. Лишь однажды своей шуткой он добился противоположного эффекта: когда притворился отравленным. Согласно записям в дневнике Джеймса Ирвинга, в 1934 году Джеф начал совершать непродолжительные вояжи в близлежащий городок и по возвращении докладывать фермеру, чем занимаются те или иные его жители. Ирвинг утверждал, что проверил некоторые факты и удостоверился в их правильности. Затем Джеф (если верить тому же дневнику) начал проявлять способности к ясновидению и сообщать хозяевам о том, что происходило за несколько миль от дома, не покидая его пределов.

### Джеф о себе
«Говорящий мангуст», по словам хозяев фермы, обладал феноменальным слухом и реагировал на каждое слово, произносившееся в доме. Когда кто-то предположил: «Может быть, Джеф — призрак?» — последний немедленно согласился, но добавил: «О да, я — призрак ласки! Теперь я буду бродить по вашему дому, издавать странные звуки и клацать цепями», — после чего произвел звуковой эффект, напоминавший удар ложкой по железу.

Говорящий мангуст очень любил напускать на себя таинственный вид, обожая (опять-таки подобно быстро развивающемуся ребенку) непонятные, сложные слова. «Я — пятое измерение. Я — восьмое чудо света. Я расщепляю атом!» Наконец, вовсе уж скромно: «Я — Святой Дух!» Как-то раз, решив выяснить, насколько далеко зашел Джеф в своем интеллектуальном развитии, мистер Ирвинг спросил его, куда он, по его разумению, попадёт после смерти. «Я не умру!» — перепугался Джеф, и голосок его задрожал. «Ну а если всё-таки умрешь, то где окажешься?» — «В преисподней, — проговорился Джеф, но тут же поправился: — То есть, нет, в Царстве Туманов!»— Н. Фодор. Меж двух миров. Говорящий мангуст.
По словам Ирвинга, Джеф был польщён и обрадован известием о том, что о нём заговорили в Палате Общин.
Книга «The Haunting of Cashen’s Gap: A Modern Miracle», опубликованная Ламбертом и Прайсом в 1936 году, вызвала в Лондоне скандал. Непосредственный начальник первого из двух авторов, Джон Лавитта, пришел к выводу, что «мистер Ламберт полностью попал под влияние своего героя» и утратил объективность, сделавшись, как он выразился, «ярым джефистом». Лавитта раскритиковал своего подчиненного перед руководителями Би-би-си, которые очень скоро прислали тому уведомление об увольнении. После того, как Лавитта выразил сомнение в праве Ламберта на место в совете директоров Британского института кинематографии, последний в 1937 году подал в суд на своего бывшего начальника. Один из членов парламента, возмущённый увольнением известного журналиста, потребовал, чтобы Палата общин образовала комиссию для проведения независимого расследования загадочного феномена. Верховный суд Британии, два дня рассматривавший одно из самых необычных дел за всю свою историю, после многословных прений пришёл к выводу, что мистеру Ламберту полагается компенсация в размере 35 тысяч фунтов. Это разбирательство вошло в историю британской юриспруденции как «Дело о Мангусте».

## Версии происхождения Джефа
В числе тех немногих гостей дома, с кем Джеф вступал в непосредственное общение, был капитан Джеймс Деннис, член совета Национальной лаборатории психических исследований.

Однажды он и семья Ирвинга сидели в кухне. «Приготовьтесь, сейчас я вам в окно покидаю камешки», — известил их неожиданно Джеф, и в то же мгновение снаружи на стекла обрушился град мелких камней. Миссис Ирвинг разнервничалась и приказала Джефу немедленно прекратить эти шалости, пока ещё целы окна. Джеф что-то заверещал с чердака и… вывалил град камней на крышу дома. Это происшествие немало озадачило капитана. Как могло случиться, что голос Джефа раздавался в доме, а камни летели явно снаружи? Спросили об этом мангуста, и тот дал исчерпывающий ответ: «Сущий пустяк: индийская магия».— Н. Фодор. Меж двух миров. Говорящий мангуст.
При том, что швыряние камней характерно для полтергейста, Нандор Фодор решительно отверг эту версию: Джеф не был невидимкой, более того, иногда «справлял в доме естественные надобности, оставляя после себя более чем существенные улики». Однажды, когда его спросили, зачем он помочился на самом видном месте, Джеф заявил: «А чтобы капитан Деннис понял наконец, что я — не призрак, а зверь». Фодор пишет, что отправил по почте Ирвингу книжку о полтергейсте. Фермер зачитал из неё выдержки вслух, и Джеф возмущенно воскликнул: «Нет, я не из таких!»
Фодор отмечал, что в большей степени Джеф напоминает фамильяра — «духа», который (как считают оккультисты), принимая облик мелкого зверька, оказывает разного рода услуги ведьмам и колдуньям. Но говорящий мангуст «был существом плотским: оказываясь перед запертой дверью, не проникал в помещение сверхъестественным образом, а либо открывал её сам, либо ждал, пока это сделают за него другие». Фодор заключает: «Что ж, остается, по-видимому, и тут довериться самому Джефу. Я просто очень умный мангуст, — заметил он как-то раз. — То есть не просто умный, а — сверх-сверх-умный!».

Марк Р. Белл, вступая в заочную полемику с Фодором и Прайсом (считавшими, что полтергейст не стал бы вступать с людьми в переговоры), указывал на случаи с Ведьмой Беллов, барабанщика из Тедуорта, а также случаи «говорящего полтергейста», описанные в книге «Demoniality» Людовико Марии Синистрати. Уолтер Макграу (автор статьи в журнале «Fate» 1970 года) отмечал, что Джеф проявлял себя в доме Ирвингов в течение 8-9 лет: это намного дольше, чем обычное время жизни полтергейста. Признавая, что, несмотря на многочисленные свидетельства, оставленные членами семьи и исследователями феномена, точно классифицировать Джефа в категориях парапсихологии невозможно, он выдвинул два возможных объяснения.
Не исключено, что <Джеф> — психологическое порождение; своего рода «невидимый друг», созданный психикой Вары и воспринятый остальными членами семьи. Едва только Вара минула период полового созревания, они с Джефом словно бы утратили интерес друг к другу, и последний переметнулся к Джеймсу. Поведение участников событий наводит на мысль, что речь тут идёт о возможной галлюцинации, которая являлась всем членам семьи и подпитывалась энергией внешнего к ней интереса. Многие из тех, кто приезжал в дом, выражали убежденность в искренности Ирвингов, и все сходились на том, что семья пользовалась уважением в местном сообществе.Уолтер Макграу. Fate.
Макграу предположил также, что Джеф мог оказаться «tulpa» — физическим проявлением материализованной мысли; при этом он сослался на наблюдения Александры Дэвид-Нил, исследовательницы Востока, которая утверждала, что, медитируя с тибетскими монахами, не раз наблюдала феномен материализации.

### Мнения скептиков

Вара Ирвинг и овчарка Мона

Многочисленные скептики отмечали, что свидетельства, собранные исследователями феномена, неубедительны. Никто из местных жителей не слышал и не видел Джефа, хотя некоторые соседи и говорили, что, выходя из дома, иногда слышали неподалёку «странные звуки»: их они относили на счёт «ручного мангуста», который, как все вокруг полагали, живёт в доме Ирвингов. Однако, Н. Фодор писал, что беседовал с двумя местными подростками, которые утверждали, что слышали голос Джефа: одному из них, 19-летнему Гарри Холлу, мангуст — «высоким, визгливым голоском» — дважды правильно указал, на какую сторону упала подброшенная им монета. Материальными свидетельствами реальности существования зверька в доме Ирвингов остались отпечатки лапок и зубов в пластилине и единственная фотография, сделанная Варой. Последняя, как отмечалось, ничего не доказывает: на снимке может быть изображен любой зверёк, включая кошку. Прайс, получивший от Вары якобы «волоски шёрстки» Джефа, отдал их на исследование и выяснилось, что это собачья шерсть (в доме Ирвингов жила овчарка Мона).
Местный репортер Дж. Рэдклифф, одним из первых навестивший ферму Дорлиш Кэшен, открыто высмеял «феномен». Он писал, что пока они с напарником находились в доме, Джеф молчал. Едва они собрались уходить и отвернулись от комнаты, где находилась Вара, оттуда раздался краткий пронзительный визг. «Мистер Ирвинг пришёл в необычайное волнение и схватил меня за руку: „Он там! Вы слышали его?“ — Мы с Эвансом изумленно переглянулись. Нас повели к выходу, и снова раздались повизгивания, с небольшими интервалами одно за другим. Каждое из них нам переводил мистер Ирвинг: „Они не верят!..“ или: „Я хочу сесть на лошадь!“… Ну, знаете, это было слишком. Слух у меня хороший, и я могу точно сказать, что эти взвизгивания издавал человек, находившийся сзади. Мы несколько дней потом над этим смеялись, потому что всё это было сделано неумело и действительно ужасно забавно», — писал журналист. Позже Фодор, комментируя этот эпизод, отмечал: при том, что Вара, возможно, и занималась мистификациями (как это было, скорее всего, в случае, описанном Дж. Рэдклифом), это не может служить доказательством, что весь феномен был мистификацией от начала до конца. «Не стоит забывать, что… такое поведение вообще характерно для полтергейста; последний есть порождение дисбалансированной личности, которая нередко пытается имитировать феномен, чтобы привлечь к себе внимание», — замечал Фодор.

### Отчёты Гарри Прайса
Незадолго до своего визита в Дорлиш Кэшен Прайс направил сюда своего уполномоченного из Национальной лаборатории психических исследований капитана Джеймса Денниса (в отчетах фигурировавшего под именами «капитан Макдональд» или «капитан Икс»), который и получал все сообщения о Джефе от Ирвинга в последующие годы. Капитан прибыл на остров 26 февраля 1932 года: в первый вечер не обнаружил ничего особенного и решил вернуться в отель. Внезапно, уже находясь (вместе с провожавшим его фермером) у порога, он услышал сзади пронзительный голосок: «Убирайтесь! Кто этот человек?» Мистер Ирвинг схватил его за руку: «Вот оно!» Послышалось бормотание, из которого капитан не понял ни слова. Некоторое время он побыл в доме, но ничего больше не услышал и наконец вернулся в отель.
На следующий день Ирвинги рассказали, что Джеф после ухода гостя разговорился и даже пообещал побеседовать с капитаном — но только в том случае, если тот усядется в строго определенном месте. Капитана попросили громко произнести: «Я верю в тебя, Джеф!» — тот сделал это, после чего терпеливо прождал весь день, но ничего не услышал. Однако, как только все расположились за чаем, сверху упала, ударившись о чайник, крупная игла. В 19.45, уже после окончания чаепития, капитан услышал, как наверху Джеф беседует с Маргарет и Варой. «Почему ты не спустишься? — крикнул капитан. — Я верю в тебя!» — «Нет. Я здесь ненадолго, — ответил ему тоненький голосок. — И потом, ты мне не нравишься». Капитан прокрался к лестнице, стал подниматься к спальне, но поскользнулся и наделал шуму. «Он идет, этот старый грязный обманщик!» — завопил Джеф и исчез, бросив напоследок: «Чёрта с два дам я ему узнать о моём комплексе неполноценности!» Пробыв на острове ещё несколько дней и за это время не услышав ничего нового, капитан вернулся в Лондон. Вскоре он получил от Ирвинга волоски, которые Джеф якобы выдернул из собственного хвоста. Прайс переправил экспонат профессору Джулиану Хаксли, который в свою очередь передал его Ф. Мартину Данкану, специалисту в этой области. Последний пришел к выводу, что шерсть определенно не могла принадлежать ни мангусту, ни крысе, ни хорьку, и что скорее всего, это шерсть собаки. При этом Дункан отметил, что клок был не выдернут, но отрезан. Позже Джеймс Ирвинг в беседе с Джефом поднял этот вопрос, заметив, что мистер Дункан «полагает, что представленные им образцы шерсти в действительности могли принадлежать собаке». — «Он не должен полагать, он должен знать! А кто такой я, он, чёрт бы его побрал, точно не знает!» — таким был ответ Джефа. 20 мая 1935 года капитан Деннис нанес на остров второй визит. В своём отчёте он утверждал, что слышал отдельные возгласы Джефа и кроме того наблюдал его трюки с монетами и швырянием камней. Заинтригованный, Прайс решил приехать на остров лично: он сделал это 30 июля 1935 года, пригласив с собой Ричарда Ламберта, главного редактора журнала «Лиснер».

#### Визит Прайса и Ламберта
Джеймс Ирвинг рассказывал, что Джеф заранее исполнился к Гарри Прайсу неприязнью. Сначала он принялся высмеивать его фамилию, затем воскликнул: «Спросите Гарри Прайса, чья то была невидимая рука, что разбросала фиалки по комнате ночью!.. Ну, знаете, про Ольгу и Руди Шнайдеров». Ирвинг утверждал, что хоть и встречал в прессе отчёты Прайса о его исследовании феномена Руди Шнайдера, об инциденте с фиалками, разбросанными некой «призрачной рукой», ему ничего до этого известно не было. Однако, сообщение об этом появилось в «Таймс» и других газетах: Ирвинг предположил, что Джеф мог как-то прочесть их. Мангуст, судя по всему, знавший о Прайсе, был явно напуган его репутацией. Когда было объявлено о втором визите в Дорлиш Кэшен капитана Макдональда, Джеф заявил: «Капитан еще ладно… но только не Прайс: на нём шляпа сомнений!» В октябре 1934 года Джеф, кроме того, заявил, что видел фотографии Прайса в газетах и тот ему не понравился.

Сразу же после того, как Ирвинг получил от Прайса и Ламберта письмо о предстоящем визите, Джеф умолк, а во время их визита «отсутствовал», чем исследователей весьма разочаровал. Ламберт и Прайс писали:
Джеф за месяц узнал о нашем визите. Его просили показаться и Ирвинги, и мы, но он упорствовал в своём отсутствии — себе же во вред. Ведь если бы мы рассказали миру, что видели или слышали этого зверька, он вошёл бы в историю как самый чудесный мангуст в истории! Кроме того, он мог бы принести Ирвингам целое состояние. Он упустил просто-таки золотую возможность. Конечно, хозяева очень сожалели о том, что нам пришлось покинуть остров, так и не получив тех свидетельств, за которыми прибыли издалека. Они сказали, что сделали всё от них зависевшее, и искренне не могли понять, почему Джеф скрывался почти пять недель.
В своём отчёте Прайс отметил, что Ирвинги, подробно отвечая на расспросы гостей, в точности повторили факты, изложенные в изначальном письме, дополняя их подробностями. «Если семья сговорилась в своих показаниях, то члены её проявили себя превосходными актерами. Для обмана они не имели мотивов — ни финансовых, ни каких-либо других», — писал он. В доме мистер Ирвинг показал гостям все места, где обитал Джеф: многочисленные отверстия, откуда тот наблюдал за хозяевами, проходы и трещины, а также «джефово пристанище» за комнатой Вары, где он, по рассказам последней, подпевал граммофону, в такт подбрасывая свой любимый мячик. «Мы провели немало приятных часов под крышей этого гостеприимного дома, но так и не смогли понять, что пытались расследовать здесь: фарс или трагедию. Ясно одно: никакой драматург не смог бы сочинить более изощрённого и захватывающего сюжета для пьесы, что развернулась на продуваемых всеми ветрами возвышенностях острова Мэн», — заключал Прайс.
В своем отчёте исследователь уделил значительное место описанию дневника Джеймса Ирвинга (более двухсот машинописных страниц), который — по количеству невероятных вещей, там описанных, — он сравнивает со сказками «Тысячи и одной ночи». Дневник, как и сами отчёты, хранятся в архивах Гарри Прайса в Сенатской библиотеке Лондонского университета.

### Расследование Нандора Фодора
Доктор Нандор Фодор, психоаналитик и парапсихолог, представитель Международного института психических исследований, провёл неделю в доме Ирвингов. Джефа он не видел и не слышал, но, подробно расспросив членов семьи и местных жителей, уехал под впечатлением, что всё, рассказанное Ирвингами, — правда. Фодор писал позже, что Ирвинги произвели на него впечатление людей «простых, искренних и открытых», и что он не верит в возможность «умышленного обмана со стороны всех членов семьи». Фодор рассказал о «говорящем мангусте» в двух книгах: «Haunted People» (написанной в соавторстве с Хиуордом Каррингтоном, 1951) и «Between Two Worlds» (1964). В главе «Правда о Говорящем мангусте» (первой из них) он попытался объяснить феномен с точки зрения психоанализа, как результат подсознательной деятельности Джеймса Ирвинга. «Это был неудачник, мучимый страстями, которые не позволяли ему смириться с осознанием того, что жизнь его не удалась», — писал Фодор. Ирвинг, по мнению автора, испытывал «интеллектуальный голод», не мог найти применения своим незаурядным умственным (а возможно и психическим) способностям и таким образом помимо собственной воли породил в доме «нечто среднее между человеком, животным и призраком». Исследователь сформулировал своеобразную теорию «раздвоения личности Ирвинга», согласно которой отколовшаяся часть психики хозяина дома, страдавшего от непонимания и одиночества, вселилась в реального зверька и придала последнему человеческие качества. «Если бы мистер Ирвинг был знаком с психическими исследованиями, не сомневаюсь, что феномен в его доме носил бы куда более оккультный характер», — писал Фодор.
Однако в опубликованной посмертно книге «Меж двух миров» автор ни разу не упомянул о своей первой версии, связанной с «подсознательной деятельностью» Ирвинга. Вспоминая о лошадях из Элберфельда (которые, если верить некоторым сообщениям, обладали способностью извлекать кубические корни из чисел, отвечая на вопросы стуком копыт) и собак, которых учили читать и говорить, Фодор выразил предположение, что Джеф, возможно, действительно, «не просто мангуст, но сверх-сверх-умный мангуст», — именно так тот характеризовал себя сам.

### Финал
Ирвинги покинули ферму в 1937 году. Поселившийся здесь после них фермер Лесли Грэм утверждал, что в 1946 году подстрелил странного зверька, похожего понемногу на белку, хорька и ласку. Однако, по описанию фермера этот зверёк имел чёрно-белую раскраску и бо́льшие размеры. Вара Ирвинг, жившая к этому времени на юго-западе Англии, выразила уверенность в том, что это никак не мог бы быть Джеф. Более того, она утверждала, что Говорящий мангуст за некоторое время до отъезда хозяев стал общаться с ними всё реже, а потом исчез вообще, возможно — отправившись на поиск нового жилища.

В 1970 году в журнале Fate появилась статья о «говорящем мангусте». Её автор, Уолтер Макграу, хорошо знавший Нандора Фодора, который общался с Варой Ирвинг, сам взял у последней интервью. Та подтвердила всё, написанное Фодором, а также и тот факт, что Джеф покинул ферму за некоторое время до отъезда семьи. По словам Вары Ирвинг, Джеф дорого обошёлся семейству: им пришлось почти задаром расстаться с фермой, имевшей репутацию «нехорошей».
Джеф принес мне много вреда. Нас все сторонились. Дети дразнили меня «Спуки». <Из-за него> нам пришлось покинуть остров Мэн, и я очень надеюсь, что никто из людей, с которыми я работаю сейчас, не знает про эту историю. Из-за Джефа я даже не вышла замуж. Как смогла бы я рассказать семье своего мужа о том, что с нами произошло?Оригинальный текст (англ.)Gef was very detrimental to my life. We were snubbed. The other children used to call me ’the spook.’ We had to leave the Isle of Man, and I hope that no one where I work now ever knows  the story. Gef has even kept me from getting married. How could I ever tell a man’s family about what happened?